# 三重城
三重城（みえぐすく、沖縄語:みーぐしく）は、沖縄県那覇市にある琉球のグスクである。那覇港の国場川北側の河口に位置している。

## 歴史
三重城は、1546年に尚清王が那覇港の北口に築いた。姉妹城である屋良座森城と並んで、那覇港と市街地を守るために建てられた。この2つの城の間には、鉄の鎖でできたブームネットを張って、船が港に入れないようにできた。三重城は2つの城のうち小さい方だが、7～9cmの大砲で武装していた。防御側は槍や国産のハンドキャノンで武装していた。これらの防御は海賊に対するものであったが、1609年の薩摩の琉球侵攻の際には、薩摩の艦隊を追い払うことに成功した。その後も海賊対策のために利用されたが、一般的には市民が船の出入を見るために利用されるようになった。
もともと、城は海上に建てられ、本土につながる長い土手道があった。しかし、時が経つにつれて、土手道と北側の陸地の間に土砂が堆積し、土手道が海岸の役割を果たすようになった。1879年に琉球王国が日本に併合された後、城には望楼が建てられた。現在は海上保安庁の監視塔が建っているが、敷地自体は一般公開されている。